# Giải bóng đá vô địch quốc gia Nam Sudan
 Giải bóng đá vô địch quốc gia Nam Sudan là hạng đấu cao nhất của Hiệp hội bóng đá Nam Sudan. Mùa giải đầu tiên khởi tranh từ năm 2011 sau khi Nam Sudan giành được độc lập.
Mùa giải đầu tiên năm 2011, có 7 đội vô địch khu vực tham gia và chức vô địch thuộc về Wau Salaam. Họ đại diện Nam Sudan ở Kagame Interclub Cup 2012 của CECAFA.
Mùa giải thứ hai năm 2013, chức vô địch thuộc về Atlabara, và họ tham gia CAF Champions League 2014.

## Câu lạc bộ
| Câu lạc bộ   | Thành phố |
| ------------ | --------- |
| Aweil Stars  | Aweil     |
| Al Merreikh  | Renk      |
| Al Nil       | Abyei     |
| Atlabara     | Juba      |
| Black Star   | Abiemnom  |
| Dream        | Yei       |
| Merreikh     | Aweil     |
| Nile Eagle   | Nimule    |
| Super Eagles | Yambio    |
| Tahrir       | Kuajok    |
| Young Stars  | Torit     |
| Zalan        | Rumbek    |

Nguồn: 

## Đội vô địch
- 2011–12 – Wau Salaam
- 2013 – Atlabara
- 2014 – Không thi đấu
- 2015 – Atlabara
- 2016 – Không thi đấu
- 2017 – Wau Salaam[4]

## Thành tích theo câu lạc bộ
| Câu lạc bộ | Đội vô địch | Năm vô địch   |
| ---------- | ----------- | ------------- |
| Atlabara   | 2           | 2013, 2015    |
| Wau Salaam | 2           | 2011–12, 2017 |